# Forrest Gump (Roman)
Forrest Gump ist ein Roman von Winston Groom, der im Jahr 1986 veröffentlicht wurde. Die Fortsetzung Gump and Co. erschien 1995. 1994 wurde die Geschichte verfilmt und ein gleichnamiger Film von Paramount Pictures veröffentlicht. Forrest wurde von Tom Hanks gespielt und der Film gewann sechs Oscars.

## Handlung
Forrest Gump erzählt in der Ich-Form die Geschichte seines Lebens. Der Autor verwendet Rechtschreib- und Grammatikfehler, um auf seinen Südstaaten-Akzent, seine Bildung und seine eingeschränkte Intelligenz hinzuweisen. Während er in Mobile, Alabama lebt, lernt Forrest Jenny Curran in der ersten Klasse kennen und begleitet sie nach Hause. Sie werden dann die besten Freunde.
Mit 16 Jahren ist Forrest 1,98 m groß und 242 Pfund (110 kg) schwer und spielt High-School-Football. Miss Henderson, in die Forrest verliebt ist, gibt ihm Leseunterricht. Er liest Mark Twains Die Abenteuer von Tom Sawyer und zwei andere Bücher, an die er sich jedoch nicht erinnert.
Er gewinnt als Footballspieler an Popularität und kommt in das All-State-Team. Als Forrest ins Büro des Direktors gerufen wird, trifft er auf Bear Bryant, der fragt, ob er daran gedacht hätte, College-Football zu spielen. Nach der High School macht Forrest einen Test in einem Rekrutierungszentrum der örtlichen Armee und erfährt, dass er „vorübergehend zurückgestellt“ ist.
Forrest und Jenny treffen sich im College wieder. Sie besuchen den Film Bonnie und Clyde und spielen zusammen in einer Folkmusik-Band des Studentenwerks, die Songs von Joan Baez, Bob Dylan und Peter, Paul and Mary covert.
Forrest fliegt nach einem Semester von der University of Alabama. Er und sein Freund Bubba treten der Armee bei, doch Bubba stirbt im Vietnamkrieg. Auf der Krankenstation trifft er auf Lieutenant Dan, der seine Beine verloren hat.
Er spielt auch bei einer Ping-Pong-Meisterschaft in China. Anschließend arbeitet er für die NASA als Astronaut mit einem Major und einem Orang-Utan, nachdem er wegen seiner Teilnahme an einem Antikriegsprotest in Washington in Schwierigkeiten geraten ist. Forrest durchläuft auch kurze Karrieren als Schachmeister, als Stuntman mit Raquel Welch in Hollywood und als professioneller Wrestler namens „The Dunce“ (= „Der Depp“).
Irgendwann macht Forrest einen Vietnamesen, den er aus seiner Zeit in Vietnam kennt, ausfindig und findet heraus, dass er in einem einfachen Teich oder einer Lagune Garnelen züchten kann. Er betreibt schließlich ein Garnelengeschäft mit einem Namen, der Bubba ehrt. Er verschenkt das Unternehmen an Bubbas Familie und beschließt, seinen eigenen Weg zu gehen.
Am Ende des Buches lebt Forrest mit Dan und einem männlichen Orang-Utan namens „Sue“ als Ein-Mann-Band, bettelt um Kleingeld und schläft auf einer grünen Bank.

## Verkauf
Der Roman verkaufte sich zunächst etwa 10.000 Mal, nach der Verfilmung über eine Million Mal.